# Abyei
Abyei (anche scritto Abyēy; in arabo أبيي‎?) è una città del Sudan, nel distretto di Abyei, la cui area appartiene contemporaneamente agli stati del Kordofan meridionale (Sudan) e di Bahr al-Ghazal settentrionale (Sud Sudan).

## Conflitto del 2008
La città di Abyei fu quasi completamente distrutta nel maggio 2008 quando le tensioni tra l'Esercito di Liberazione del Popolo di Sudan (i ribelli indipendentisti del Sud Sudan) e le Forze Armate del Sudan divennero troppo alte e le due fazioni si diedero guerra per via del nuovo sindaco o amministratore che il Governo del Sud Sudan aveva appuntato per questa zona, una mossa ampiamente contrastata dalla tribù araba dei Misseriya. Circa 50.000 abitanti di Abyei, la maggior parte Ngok Dinka, dovettero fuggire dalla città e andare verso quella di Agok. Con la ricostruzione delle strade per il ritorno dei profughi parte della città è stata ricostruita.
Nel luglio 2009 un arbitrato internazionale riconobbe al governo del Sud Sudan il centro urbano di Abyei.
Un referendum per l'autodeterminazione di Abyei, inizialmente previsto per il gennaio del 2011, è stato rinviato a data da destinarsi.
Il 27, 28 e 29 ottobre 2013 il gruppo etnico dei ngok dinka ha organizzato una consultazione non ufficiale per decidere se fare parte del Sudan o del Sud Sudan. Un osservatore indipendente, Tim Flatman, ha riferito che, su 63.433 votanti, solo 12 hanno votato per l'annessione al Sudan, mentre 362 hanno votato scheda bianca. Il voto non è comunque vincolante, anche perché è stato boicottato dal secondo grande gruppo etnico della zona, i misseriya (arabi seminomadi).